# Milieu TCBS

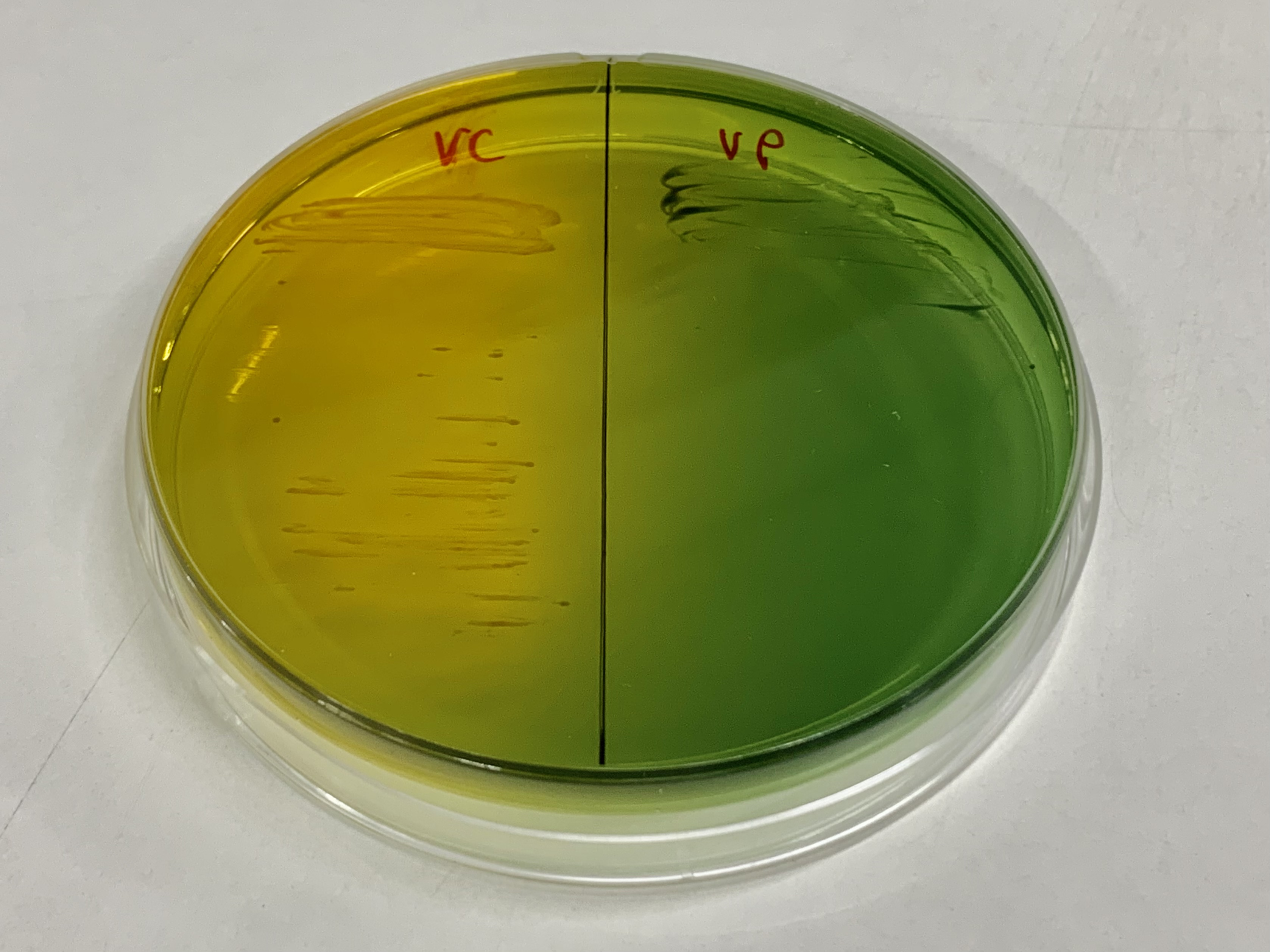
Plaque de gélose TCBS de Vibrio cholerae (à gauche) et Vibrio parahaemolyticus (à droite) cultivés par le département de microbiologie de la faculté de médecine de l'université de Srinakharinwirot (Bangkok, Thaïlande).

Le milieu TCBS (ou Gélose TCBS ou milieu Thiosulfate Citrate Bile Saccharose) est un milieu de culture et d'isolement sélectif des bactéries du genre Vibrio.

## Description
Le milieu TCBS a été créé par Kobayshi en 1963 par une modification du milieu de Nakanishi,. Il est aussi appelé gélose TCBS ou milieu Thiosulfate Citrate Bile Saccharose. C'est un milieu de culture qui permet l’isolement sélectif des vibrions entéropathogènes de par sa forte concentration en bile et en citrate associée à un pH élevé,. Dans ces conditions, Vibrio cholerae et Vibrio parahaemolyticus se cultivent bien. L'espèce Vibrio cholerae qui est saccharose +, forme des colonies jaunes en 24h à 37°C,.  La croissance des entérocoques et des entérobactéries n’est cependant que ralentie. Les colonies de Vibrio, saccharose+ et H2S– apparaissent jaunes sans centre noir.
Le milieu TCBS est toutefois moins efficace que le milieu MSA-B pour dénombrer les Vibrio totales.

## Composition
(Formule en g/L d'eau distillée),
```
- 
Peptone
...................................... 10
- Extrait de 
levure
............................  5
- 
Citrate de sodium
............................ 10
- 
Thiosulfate de sodium
........................ 10
- 
Chlorure de sodium
........................... 10
- 
Bile
 de 
bœuf
.................................  8
- 
Citrate ferrique
.............................  1
- 
Saccharose
................................... 10 à 20
- 
Bleu de bromothymol
..........................  0,04
- 
Bleu de thymol
...............................  0,04
- 
Agar
......................................... 14
```

pH final ~ 8,6

## Caractéristiques
- Base nutritive enrichie par des extraits de levure.
- Forte concentration d'inhibiteurs :
  - citrate de sodium
  - thiosulfate de sodium
  - bile de bœuf dont la fonction est d'inhiber les bactéries à gram positif[3]
- Deux critères de différenciation :
  - fermentation du saccharose (révélé par les indicateurs de pH),
  - production d'H2S à partir du thiosulfate de sodium (révélé par le citrate ferrique).
- NaCl à concentration favorable pour les Vibrio.
- Le pH alcalin qui renforce l'effet sélectif et favorise la croissance des bactéries du genre Vibrio[3]
- Couleur finale du milieu : verte

## Mode de lecture
La fermentation du saccharose se traduit par un virage au jaune de la colonie,.
- Colonie jaune : bactérie saccharose +
  - Les colonies deviennent jaunes grâce à l'acidification du milieu par fermentation du saccharose => saccharose +
  - c'est le cas de Vibrio cholerae, Vibrio fluvialis, Vibrio alginolyticus et Vibrio anguillarum[5]
- Colonie verte : bactérie saccharose -
  - Ces colonies restent bleues ou vertes car il n'y a pas d'acidification du milieu sans fermentation du saccharose

La production d'H2S se décèle grâce au noircissement du centre de la colonie.
- Colonie à centre noir : H2S +
  - les bactéries capables de former de sulfure d’hydrogène à partir de thiosulfate de sodium ont un centre noir et sont H2S +
- Colonie sans centre noir : H2S –
  - incapables de former du sulfure d'hydrogène, ces bactéries n'auront pas de centre noir sur leurs colonies et sont H2S –

## Indications
Les bactéries du genre Vibrio, contrairement aux autres bactéries, se développent facilement sur ce milieu sans jamais produire d'H2S. Vibrio cholerae se repère grâce à ses colonies jaunes.